# Championnats de Tunisie de natation 2015
Navigation
2014 2016
Les championnats de Tunisie de natation 2015 en grand bassin se déroulent du 11 au 15 août 2015 à la piscine olympique de Radès.
C’est le Club africain qui remporte le championnat pour la dixième année consécutive. Il ne trouve d’adversité que chez l’Association de la Cité nationale sportive qui a bénéficié de l’arrivée de Bilel Attigue (quatre titres) chez les hommes et de l’Olympica chez les femmes. 
Au niveau individuel, les championnats couronnent Rym Oueniche (16 ans), qui remporte cinq titres individuels et deux relais, et révèle de nombreux jeunes à l’instar de Nesrine Jelliti (13 ans), Habiba Belghith et Alya Gara (14 ans) et Souheil Chatti (15 ans).

## Résultats

### Podium hommes
| Discipline           | Or                                                                                                | Temps          | Argent                                                                                                   | Temps          | Bronze | Temps          |
| Nage libre           |                                                                                                   |                | |                | |                |
| 50 m                 | Bilel Attigue Association de la Cité nationale sportive                                           | 25 s 67        | Talel Mrabet Club africain                                                                               | 24 s 54        | Ali Chakroun Sport nautique de Bizerte                                                                     | 24 s 68        |
| 100 m                | Mohamed Ali Chaouachi Espérance sportive de Tunis                                                 | 51 s 17        | Mohamed Mehdi Ajili Club africain                                                                        | 51 s 54        | Bilel Attigue Association de la Cité nationale sportive                                                    | 52 s 21        |
| 200 m                | Mohamed Mehdi Ajili Club africain                                                                 | 1 min 54 s 29  | Mohamed Ali Chaouachi Espérance sportive de Tunis                                                        | 1 min 54 s 94  | Haythem Abdelkhalek Espérance sportive de Tunis                                                            | 1 min 56 s 66  |
| 400 m                | Mohamed Mehdi Ajili Club africain                                                                 | 4 min 1 s 82   | Haythem Abdelkhalek Espérance sportive de Tunis                                                          | 4 min 2 s 18   | Mohamed Ali Chaouachi Espérance sportive de Tunis                                                          | 4 min 5 s 93   |
| 1 500 m              | Haythem Abdelkhalek Espérance sportive de Tunis                                                   | 16 min 19 s 96 | Bader Chebchoub Association de la Cité nationale sportive                                                | 16 min 27 s 38 | Haykel Abid Espérance sportive de Tunis                                                                    | 16 min 41 s 56 |
| Dos                  |                                                                                                   |                | |                | |                |
| 50 m                 | Souheil Chatti Association de la Cité nationale sportive                                          | 28 s 06        | Julien Berger Olympica                                                                                   | 28 s 19        | Mohamed Aziz Ghaffari Club africain                                                                        | 28 s 29        |
| 100 m                | Abdelaziz Bayar Espérance sportive de Tunis                                                       | 59 s 93        | Bilel Attigue Association de la Cité nationale sportive                                                  | 1 min 0 s 28   | Julien Berger Olympica                                                                                     | 1 min 0 s 38   |
| 200 m                | Abdelaziz Bayar Espérance sportive de Tunis                                                       | 2 min 8 s 72   | Souheil Chatti Association de la Cité nationale sportive                                                 | 2 min 10 s 29  | Julien Berger Olympica                                                                                     | 2 min 11 s 73  |
| Brasse               |                                                                                                   |                | |                | |                |
| 50 m                 | Wassim Elloumi Association de la Cité nationale sportive                                          | 28 s 91        | Talel Mrabet Club africain                                                                               | 28 s 93        | Mohamed Ali Fekiri Olympica                                                                                | 30 s 13        |
| 100 m                | Wassim Elloumi Association de la Cité nationale sportive                                          | 1 min 2 s 73   | Talel Mrabet Club africain                                                                               | 1 min 4 s 51   | Mohamed Ali Fekiri Olympica                                                                                | 1 min 5 s 43   |
| 200 m                | Talel Mrabet Club africain                                                                        | 2 min 20 s 4   | Wassim Elloumi Association de la Cité nationale sportive                                                 | 2 min 20 s 35  | Adnen Beji Club de natation de Ben Arous                                                                   | 2 min 24 s 99  |
| Papillon             |                                                                                                   |                | |                | |                |
| 50 m                 | Bilel Attigue Association de la Cité nationale sportive                                           | 25 s 67        | Seifeddine Mahdhaoui Club africain                                                                       | 26 s 16        | Omar Moussa Olympica                                                                                       | 26 s 25        |
| 100 m                | Bilel Attigue Association de la Cité nationale sportive                                           | 57 s 2         | Mohamed Fedi Jedidi Club africain                                                                        | 57 s 71        | Seifeddine Mahdhaoui Club africain                                                                         | 57 s 88        |
| 200 m                | Bilel Attigue Association de la Cité nationale sportive                                           | 2 min 6 s 69   | Farouk Zaoui Club de natation de Ben Arous                                                               | 2 min 10 s 19  | Youssef Ezzina Tunis Air Club                                                                              | 2 min 11 s 72  |
| 4 nages              |                                                                                                   |                | |                | |                |
| 200 m                | Talel Mrabet Club africain                                                                        | 2 min 10 s 1   | Farouk Zaoui Club de natation de Ben Arous                                                               | 2 min 11 s 32  | Seifeddine Mahdhaoui Club africain                                                                         | 2 min 13 s 99  |
| 400 m                | Farouk Zaoui Club de natation de Ben Arous                                                        | 4 min 43 s 24  | Haykel Abid Espérance sportive de Tunis                                                                  | 4 min 46 s 41  | Haythem Mbarki Olympica                                                                                    | 4 min 46 s 71  |
| Relais               |                                                                                                   |                | |                | |                |
| 4 x 100 m nage libre | Club africain Talel Mrabet, Mohamed Malek Jedidi, Abderraouf Touati et Mohamed Mehdi Ajili        | 3 min 35 s 31  | Espérance sportive de Tunis Haythem Abdelkhalek, Fédi Hannachi, Abdelaziz Bayar et Mohamed Ali Chaouachi | 3 min 35 s 60  | Association de la Cité nationale sportive Souheil Chatti, Bader Chabchoub, Wissem Elloumi et Bilel Attigue | 3 min 39 s 21  |
| 4 x 200 m nage libre | Club africain Mohamed Fedi Jedidi, Mohamed Malek Jedidi, Abderraouf Touati et Mohamed Mehdi Ajili | 7 min 47 s 47  | Espérance sportive de Tunis Haykel Abid, Abdelaziz Bayar, Mohamed Ali Chaouachi et Haythem Abdelkhalek   | 7 min 48 s 1   | Association de la Cité nationale sportive Souheil Chatti, Bader Chabchoub, Wissem Elloumi et Bilel Attigue | 8 min 2 s 58   |
| 4 x 100 m 4 nages    | Club africain Mohamed Aziz Ghaffari, Talel Mrabet, Mohamed Fedi Jedidi et Mohamed Mehdi Ajili     | 3 min 54 s 22  | Association de la Cité nationale sportive Souheil Chatti, Wissem Elloumi, Bilel Attigue et Mehdi Jari    | 3 min 55 s 47  | Olympica Julien Berger, Mohamed Ali Fekiri, Fehmi Trabelsi et Omar Moussa                                  | 3 min 59 s 65  |

### Podium femmes
| Discipline           | Or                                                                               | Temps         | Argent                                                                            | Temps         | Bronze                                                                                       | Temps         |
| Nage libre           |                                                                                  |               |                                                                                   |               |                                                                                              |               |
| 50 m                 | Farah Ben Khelil Olympica                                                        | 27 s 18       | Gihen Karmous Olympica                                                            | 27 s 71       | Sonia Karkeni Club africain                                                                  | 27 s 76       |
| 100 m                | Farah Ben Khelil Olympica                                                        | 59 s 8        | Gihen Karmous Olympica                                                            | 1 min 0 s 47  | Sonia Karkeni Club africain                                                                  | 1 min 0 s 54  |
| 200 m                | Rym Oueniche Club africain                                                       | 2 min 8 s 22  | Farah Ben Khelil Olympica                                                         | 2 min 8 s 82  | Asma Ben Boukhatem Olympica                                                                  | 2 min 9 s 27  |
| 400 m                | Rym Oueniche Club africain                                                       | 4 min 31 s 68 | Asma Ben Boukhatem Olympica                                                       | 4 min 32 s 32 | Sonia Karkeni Club africain                                                                  | 4 min 35 s 52 |
| 800 m                | Rym Oueniche Club africain                                                       | 9 min 24 s 32 | Asma Ben Boukhatem Olympica                                                       | 9 min 28 s 78 | Sonia Karkeni Club africain                                                                  | 9 min 34 s 82 |
| Dos                  |                                                                                  |               |                                                                                   |               |                                                                                              |               |
| 50 m                 | Leslie Belkacemi Olympica                                                        | 30 s 47       | Farah Ben Khelil Olympica                                                         | 30 s 56       | Asma Sammoud Club africain                                                                   | 30 s 93       |
| 100 m                | Rym Oueniche Club africain                                                       | 1 min 5 s 38  | Farah Ben Khelil Olympica                                                         | 1 min 6 s 24  | Asma Sammoud Club africain                                                                   | 1 min 7 s     |
| 200 m                | Rym Oueniche Club africain                                                       | 2 min 21 s 31 | Asma Sammoud Club africain                                                        | 2 min 24 s 81 | Farah Ben Khelil Olympica                                                                    | 2 min 26 s 50 |
| Brasse               |                                                                                  |               |                                                                                   |               |                                                                                              |               |
| 50 m                 | Nesrine Khelifati Olympica                                                       | 34 s 95       | Habiba Belghith Club africain                                                     | 35 s 12       | Nesrine Jelliti Olympica                                                                     | 35 s 70       |
| 100 m                | Habiba Belghith Club africain                                                    | 1 min 17 s 07 | Nesrine Jelliti Olympica                                                          | 1 min 17 s 64 | Senda Sammoud Club africain                                                                  | 1 min 18 s 19 |
| 200 m                | Senda Sammoud Club africain                                                      | 2 min 45 s 84 | Habiba Belghith Club africain                                                     | 2 min 46 s 16 | Nesrine Jelliti Olympica                                                                     | 2 min 46 s 54 |
| Papillon             |                                                                                  |               |                                                                                   |               |                                                                                              |               |
| 50 m                 | Asma Sammoud Club africain                                                       | 29 s 15       | Leslie Belkacemi Olympica                                                         | 29 s 42       | Khaoula Ben Abid Association de la Cité nationale sportive                                   | 29 s 53       |
| 100 m                | Senda Sammoud Club africain                                                      | 1 min 6 s 17  | Nesrine Khelifati Olympica                                                        | 1 min 6 s 46  | Khaoula Ben Abid Association de la Cité nationale sportive                                   | 1 min 7 s 45  |
| 200 m                | Nesrine Khelifati Olympica                                                       | 2 min 27 s 05 | Alya Gara Espérance sportive de Tunis                                             | 2 min 29 s 70 | Khaoula Ben Abid Association de la Cité nationale sportive                                   | 2 min 31 s 14 |
| 4 nages              |                                                                                  |               |                                                                                   |               |                                                                                              |               |
| 200 m                | Asma Sammoud Club africain                                                       | 2 min 27 s 23 | Alya Gara Espérance sportive de Tunis                                             | 2 min 28 s 44 | Nesrine Khelifati Olympica                                                                   | 2 min 29 s 49 |
| 400 m                | Asma Sammoud Club africain                                                       | 5 min 14 s 70 | Khaoula Ben Abid Association de la Cité nationale sportive                        | 5 min 19 s    | Habiba Belghith Club africain                                                                | 5 min 29 s 73 |
| Relais               |                                                                                  |               |                                                                                   |               |                                                                                              |               |
| 4 x 100 m nage libre | Olympica Gihen Karmous, Leslie Belkacemi, Asma Ben Boukhatem et Farah Ben Khelil | 4 min 1 s 62  | Club africain Rym Oueniche, Sonia Karkeni, Meriem Rezgui et Asma Sammoud          | 4 min 3 s 64  | Espérance sportive de Tunis Alya Gara, Jihene Abacha, Rahma Laabidi et Ons Laajili           | 4 min 19 s 16 |
| 4 x 200 m nage libre | Club africain Sonia Karkeni, Meriem Rezgui, Asma Sammoud et Rym Oueniche         | 8 min 52 s 46 | Olympica Gihen Karmous, Nesrine Khelifeti, Asma Ben Boukhatem et Farah Ben Khelil | 9 min 0 s 40  | Espérance sportive de Tunis Jihene Abacha, Rahma Laabidi, Alya Gara et Ons Laajili           | 9 min 26 s 28 |
| 4 x 100 m 4 nages    | Club africain Rym Oueniche, Habiba Belghith, Senda Sammoud et Sonia Karkeni      | 4 min 29 s 28 | Olympica Leslie Belkacemi, Farah Ben Khelil, Nesrine Khelifeti et Gihen Karmous   | 4 min 29 s 92 | Club de natation de Ben Arous Ons Maalaoui, Asma Daikhi, Mayara Zinoubi et Yasmine Ben Salem | 4 min 55 s 45 |

## Classements

### Classement par équipes
- Club africain : 61 686 points (champion de Tunisie[1])
- Olympica : 56 341 points
- Espérance sportive de Tunis : 26 978 points
- Association de la Cité nationale sportive : 22 182 points
- Club de natation de Ben Arous : 17 715 points
- Club de natation de Monastir : 10 542 points
- Tunis Air Club : 9 043 points
- Avenir sportif de La Marsa : 6 760 points
- Sport nautique de Bizerte : 3 458 points
- Jeunesse sportive du Bardo : 617 points
- Dauphins de Tunis : 0 point
- Widad athlétique de Montfleury : 0 point
- Club sportif des unités d’intervention de la police : 0 point

### Répartition des médailles
| Rang | Club                                      | Médaille d'or | Médaille d'argent | Médaille de bronze | Total |
| ---- | ----------------------------------------- | ------------- | ----------------- | ------------------ | ----- |
| 1    | Club africain                             | 20            | 10                | 11                 | 41    |
| 2    | Association de la Cité nationale sportive | 7             | 6                 | 6                  | 19    |
| 3    | Olympica                                  | 6             | 13                | 12                 | 31    |
| 4    | Espérance sportive de Tunis               | 4             | 7                 | 5                  | 16    |
| 5    | Club de natation de Ben Arous             | 1             | 2                 | 2                  | 5     |
| 6    | Sport nautique de Bizerte                 | 0             | 0                 | 1                  | 1     |
| 6    | Tunis Air Club                            | 0             | 0                 | 1                  | 1     |
| -    | Total                                     | 38            | 38                | 38                 | 114   |

### Nageurs les plus titrés
| Rang | Club                | Médaille d'or | Médaille d'argent | Médaille de bronze | Total |
| ---- | ------------------- | ------------- | ----------------- | ------------------ | ----- |
| 1    | Rym Oueniche        | 7             | 1                 | 0                  | 8     |
| 2    | Mohamed Mehdi Ajili | 5             | 1                 | 0                  | 6     |
| 3    | Talel Mrabet        | 4             | 3                 | 0                  | 7     |
| 4    | Asma Sammoud        | 4             | 2                 | 2                  | 8     |
| 5    | Bilel Attigue       | 4             | 1                 | 3                  | 8     |
| 6    | Farah Ben Khelil    | 3             | 5                 | 0                  | 8     |